# Сунчева радијација
Сунчева радијација (ткђ. и сунчево зрачење, соларна радијација, соларно зрачење) је један од главних климатских елемената и представља електромагнетно и корпускуларно зрачење Сунца. Електромагнетна радијација се простире брзином од 300.000 километара у секунди и око 48% те енергије отпада на видљиви део спектра, 45% на инфрацрвене зраке, а 7% на ултравиолетно зрачење. Корпускуларна радијација се састоји од протона чије брзине кретања достижу 300 до 1500 км/ч, а упија их Земљина магнетосфера. Соларно зрачење је јединствен извор енергије која је потребна за егзогене процесе који се одвијају на Земљиној површини и у самој атмосфери. Укупно говорећи, соларна радијација је преношење енергије са Сунца ка свим странама у свемирском пространству.